# Lullacry
Lullacry ist eine finnische Dark-Rock-Band, die 1998 in Helsinki gegründet wurde.

## Bandgeschichte
Die Band brachte 1998 ihr Debütalbum Weeper’s Aeon heraus und nach kurzer Zeit, 1999, folgte das 2. Album, Sweet Desire. Spinefarm Records wurde auf die Band aufmerksam und nahm sie unter Vertrag. Mit dem Release des Albums Be My God (2001), welches bei einer Tour mit der Power-Metal-Band Edguy aufgenommen wurde, konnte die Band einen nächsten größeren Erfolg verbuchen.
Trotzdem verließ Sängerin Tanya Kemppainen die Band 2002. Viele Sängerinnen bewarben sich um den Platz in der Band, jedoch bekam die damals relativ unbekannte Tanja Lainio den Platz. Es folgte das Album Crucify My Heart. Die aus diesem Album ausgekoppelte Single Don’t Touch the Flame beinhaltete außerdem ein Cover des Nine-Inch-Nails-Songs Head like a Hole.
Bevor sie ein weiteres Album aufnahmen, wurde die EP Fire Within herausgebracht, die auch zwei alternative Versionen von klassischen Tracks der Band, ein Cover von L.O.V.E. Machine der Band W.A.S.P., sowie zwei neue Songs enthielt.
2005 erschien das Album Vol. 4 und die Single Stranger in You, die auch noch ein Cover des KISS-Songs I Stole You Love enthielt. Im Jahr 2012 folgte unter dem Label Playground Music Scandinavia das Album Where Angels Fear.

## Diskografie

### Alben
- 1998: Weeper’s Aeon (Demo)
- 1999: Sweet Desire
- 2001: Be My God
- 2003: Crucify My Heart
- 2005: Vol. 4
- 2012: Where Angels Fear

### Singles
- 2003: Don’t Touch the Flame
- 2003: Alright Tonight
- 2004: Fire Within (EP)
- 2005: Stranger in You